# Mijaíl Pleshkov
Mijaíl Mijailovich Pleshkov Jr. (en ruso: Михаил Михайлович Плешков; 6 de marzo de 1885 - 12 de noviembre de 1956) fue un jinete ecuestre y oficial militar del Imperio ruso. Compitió en saltos hípicos en las Olimpiadas de Verano de 1912 y obtuvo la posición 21.ª en individual y 5.º con el equipo ruso.
Pleshkov era el hijo del general ruso Mijaíl Mijailovich Pleshkov Sr. Sirvió en la caballería rusa y tomó parte en la I Guerra Mundial. El 30 de diciembre de 1915, recibió el rango de coronel, e iniciándose en 1917 fue comandante de regimiento en funciones, alcanzando el rango de mayor general para 1919-20. Durante los años de la guerra civil rusa fue uno de los líderes del movimiento blanco en el extremo oriente, y después de su caída, emigró de Rusia. Murió en 1956 en los Estados Unidos.